# Processo batch
In ingegneria chimica si dice che un processo chimico (processo unitario o operazione unitaria) è svolto in batch (o in maniera discontinua) quando lo svolgimento del processo chimico implica lo spegnimento (shutoff), lo scarico, il carico e la riaccensione dell'apparecchiatura utilizzata dal processo stesso.
Alcuni esempi di apparecchiature batch sono le colonne di distillazione batch (utilizzate nella distillazione dell'alcol etilico), le filtropressa, e i reattori batch.

## Storia
Prima della Rivoluzione industriale, le sostanze chimiche e i materiali venivano prodotti in ambito industriale principalmente attraverso processi batch (cioè non continui), che richiedevano intensa manodopera e accurati controlli sulla qualità del prodotto. Molti processi batch vennero sostituiti gradualmente dai processi continui, in modo da soddisfare il continuo aumento della richiesta dei prodotti chimici mantenendo allo stesso tempo sufficientemente bassi i costi relativi al processo di produzione.
Oggigiorno i prodotti chimici che fanno parte della classe delle commodity (o bulk chemical) vengono ottenuti attraverso un processo continuo, mentre i processi batch continuano ad essere utilizzati per produrre le specialità e la chimica fine.

## Bilancio di materia
Il bilancio di materia per un processo batch è analogo a quello di un processo continuo, con la differenza che in luogo della portata entrante (cioè relativa alla posizione x=0) si scrive la portata iniziale (cioè per t=0), e in luogo della portata uscente (cioè relativa alla posizione x=L) si scrive la portata finale (cioè per t=tf).
In formule:
(Portata accumulata) = (portata iniziale) - (portata finale) + (portata generata)
Il bilancio di materia è differenziale rispetto al tempo di reazione, poiché le condizioni interne di concentrazione e di conversione non sono costanti nel tempo.